# Всесвітня премія фентезі за заслуги перед жанром
Всесвітня премія фентезі вручається щорічно на Всесвітній конвенції фентезі і, як зазначають різні джерела, напр. «Гардіан», є престижною премією за праці в жанрі фентезі і однією з трьох найбільш знаменитих нагород за твори в царині  фантастики, разом з Г'юго і Неб'юла (які вручаються і за фентезі, і за наукову фантастику). Однією з категорій Всесвітньої премії Фентезі є премія «За заслуги перед жанром» (англ. World Fantasy Award—Life Achievement, букв. «за життєве досягнення»), яка з 1975 року вручається щорічно особам за їх кар'єру в областях, пов'язаних з фентезі; наприклад, премія вручалась авторам, редакторам і видавцям. Конкретні причини номінації не повідомляються, а номінанти не зобов'язані на час премії вже припинити активну діяльність у жанрі, хоча премію в цій категорії вони можуть отримати тільки один раз.
Номінанти на Всесвітню премію фентезі визначаються учасниками та суддями на щорічній Всесвітній конвенції фентезі. В червні серед учасників поточної і двох попередніх конференцій поширюється перелік номінантів за категоріями, щоб голосуванням визначити двох фіналістів в кожній, а група з п'яти суддів додає ще три або більше кандидатур перед голосуванням за переможця в кожній категорії. На відміну від інших категорій, номінанти на премію «За заслуги перед жанром» не оголошуються, оголошується лише переможець. Колегія суддів, як правило, складається з авторів фентезі і щорічно вибирається адміністрацією Всесвітньої премії фентезі, яка також має право розбити нічию. Остаточні результати оголошуються на Всесвітні конвенції фентезі в кінці жовтня. До 2015 року включно переможцям вручали статуетки Лавкрафта, але у 2015 році на церемонії було оголошено, що статуетку в майбутньому видавати не будуть. Заяви про заміну нагороди поки не було.
За 42 роки вручень, премію «За заслуги перед жанром» отримали 65 осіб. Більш ніж одній людині одночасно премії вручались дев'ятнадцять разів, зазвичай двом, хоча в 1984 році були відзначені п'ять. З 2000 року неофіційною традицією стало оголошення двох переможців, де один — переважно письменник, а інший — ні. Хоча більшість переможців були авторами і редакторами, п'ять переможців були художниками картин в стилі фентезі та обкладинок книг, а три переможця найбільше відомі заснуванням або управлінням видавництвами, яку друкують праці в стилі фентезі.

## Переможці
В наступній таблиці роки відповідають даті церемонії вручення. Записи в стопці «Приклади досягнень» є прикладами творів і компаній, які переможець створив або в яких працював. Але Всесвітня премія фентезі «За заслуги перед жанром» дається не за якісь конкретні досягнення, і вони не наводяться як підстава для премії. У багатьох випадках переможець відомий і своїми творами поза жанром фентезі, напр. науково-фантастичними романами, які тут не наводились.
| Рік  | Переможець(-ці) | Найпомітніші твори чи інші приклади досягнень                                                                           | Примітка |
| ---- | --- | --- | -------- |
| 1975 | Роберт Блох | «Психоз», «Потяг до пекла»                                                                                              | [ 9 ]    |
| 1976 | Фріц Лайбер | «Безмежний час», | [ 10 ]   |
| 1977 | Рей Бредбері | «Марсіанські хроніки», «451 градус за Фаренгейтом», «Кульбабове вино», «Ілюстрована людина» (англ. The Illustrated Man) | [ 11 ]   |
| 1978 | Френк Белкнеп Лон | «Гончі пси Тіндала», англ. The Horror from the Hills                                                                    | [ 12 ]   |
| 1979 | Хорхе Луїс Борхес | «Сад стежок, що розходяться» (ісп. El jardín de senderos que se bifurcan), «Вигадки» (ісп. Ficciones)                   | [ 13 ]   |
| 1980 | Менлі Вейд Веллмен | англ. Worse Things Waiting, англ. Who Fears the Devil?                                                                  | [ 14 ]   |
| 1981 | Кетрін Люсіль Мур | англ. Jirel of Joiry, англ. Northwest of Earth                                                                          | [ 15 ]   |
| 1982 | Італо Кальвіно | «Барон-дереволаз» (італ. Il barone rampante), «Замок перехрещених доль» (італ. Il castello dei destini incrociati)      | [ 16 ]   |
| 1983 | Роальд Дал | «Джеймс і гігантський персик», «Чарлі і шоколадна фабрика»                                                              | [ 17 ]   |
| 1984 | Лайон Спрег де Кемп | «Нехай впаде темрява», «Вежа гоблінів», англ. Land of Unreason                                                          | [ 18 ]   |
| 1984 | Річард МетісонЗа заслуги перед жанром де Кемпа названо 4-м Гросмейстром фантастики та вручено Всесвітню премію фентезі. | англ. Bid Time Return, «Я — легенда»                                                                                    | [ 18 ]   |
| 1984 | Едгар Гоффманн Прайс | англ. Through the Gates of the Silver Key, англ. Far Lands, Other Days                                                  | [ 18 ]   |
| 1984 | Джек Венс | серія «Вмираюча земля», трилогія «Левиця»                                                                               | [ 18 ]   |
| 1984 | Дональд Вондрі | англ. The Web of Easter Island, англ. Strange Harvest                                                                   | [ 18 ]   |
| 1985 | Теодор Стерджон | англ. Without Sorcery, англ. E Pluribus Unicorn                                                                         | [ 21 ]   |
| 1986 | Аврам Дейвідсон | «Фенікс та дзеркало» (англ. The Phoenix and the Mirror), «Вергілій в Аверно» (англ. Vergil in Averno)                   | [ 22 ]   |
| 1987 | Джек Фінні | «Між двох часів», англ. The Body Snatchers, англ. Marion's Wall                                                         | [ 23 ]   |
| 1988 | Еверетт Франклін Блайлер                                                                                                | Редагування «Guide to Supernatural Fiction», «A Treasury of Victorian Ghost Stories»                                    | [ 24 ]   |
| 1989 | Еванджелін Волтон | англ. The Island of the Mighty, англ. The Song of Rhiannon                                                              | [ 25 ]   |
| 1990 | Рафаель Алоїзіус Лафферті                                                                                               | англ. Serpent's Egg, англ. The Devil is Dead                                                                            | [ 26 ]   |
| 1991 | Рей Рассел | англ. The Bishop's Daughter, англ. The Devil's Mirror                                                                   | [ 27 ]   |
| 1992 | Едд Картьє | Ілюстрації до «Unknown», Fantasy Press                                                                                  | [ 28 ]   |
| 1993 | Гарлан Еллісон | «Історії мертвоптаха», англ. Mefisto in Onyx                                                                            | [ 29 ]   |
| 1994 | Джек Вільямсон | англ. Hocus Pocus Universe, англ. Darker Than You Think                                                                 | [ 30 ]   |
| 1995 | Урсула Ле Ґуїн | «Чарівник Земномор'я», «Завжди повертаючись додому»                                                                     | [ 31 ]   |
| 1996 | Джин Вулф | «Книга Нового Сонця»(англ. The Book of the New Sun), «Солдат туману» (англ. Soldier of the Mist)                        | [ 32 ]   |
| 1997 | Мадлен Л'Енґл | «Складка часу» (англ. A Wrinkle in Time), «Планета, що крениться» (англ. A Swiftly Tilting Planet)                      | [ 33 ]   |
| 1998 | Едвард Льюїс Ферман | Редагування «The Magazine of Fantasy & Science Fiction», «The Best from Fantasy and Science Fiction»                    | [ 34 ]   |
| 1998 | Андре Нортон | серія «Чаклунський світ», «Хроніки напівкровок»                                                                         | [ 34 ]   |
| 1999 | Г'ю Барнет Кейв | англ. Murgunstrumm and Others, англ. Death Stalks the Night                                                             | [ 35 ]   |
| 2000 | Меріон Зіммер Бредлі | цикли «Тумани Авалона», «Дарковер»                                                                                      | [ 36 ]   |
| 2000 | Майкл Муркок | мегацикл «Вічний воїн» (напр. «Елрік з Мелнібона»), «Лицар мечів» (англ. The Knight of Swords)                          | [ 36 ]   |
| 2001 | Френк Фразетта | Картини «Конан-руйнівник», «Торговець смертю»                                                                           | [ 37 ]   |
| 2001 | Філіп Хосе Фармер | англ. Hadon of Ancient Opar, англ. Inside Outside                                                                       | [ 37 ]   |
| 2002 | Форрест Еккермен | редагування «Famous Monsters of Filmland», праця як літературного агента                                                | [ 38 ]   |
| 2002 | Джордж Скітерс | редагування «Weird Tales», «Amra»                                                                                       | [ 38 ]   |
| 2003 | Ллойд Александер | англ. The Black Cauldron, англ. The High King                                                                           | [ 39 ]   |
| 2003 | Дональд М. Грант | Заснування/управління видавництвами «Donald M. Grant, Publisher», «Centaur Press»                                       | [ 39 ]   |
| 2004 | Стівен Кінг | «Темна Вежа I: Шукач», «Воно»                                                                                           | [ 40 ]   |
| 2004 | Гехен Вілсон | Ілюстрації/графічні роботи для «The Magazine of Fantasy & Science Fiction», «The New Yorker»                            | [ 40 ]   |
| 2005 | Том Догерті | засновник «Tor Books», видавець у «Ace Books»                                                                           | [ 41 ]   |
| 2005 | Керол Емшвіллер | англ. The Mount, англ. The Start of the End of It All                                                                   | [ 41 ]   |
| 2006 | Джон Кровлі | англ. Little, Big, англ. Great Work of Time                                                                             | [ 42 ]   |
| 2006 | Стівен Фабіан | Ілюстрації/графічні роботи для «Dungeons & Dragons», «Ladies & Legends»                                                 | [ 42 ]   |
| 2007 | Бетті Баллантайн | Співзасновниця видавництв «Bantam Books», «Ballantine Books»                                                            | [ 43 ]   |
| 2007 | Діана Вінн Джонс | «Мандрівний замок Гавла» (англ. Howl's Moving Castle), «Зачароване життя»                                               | [ 43 ]   |
| 2008 | Тейо та Даєн Діллон | Ілюстрації дитячих книжок «Why Mosquitoes Buzz in People's Ears», «Ashanti to Zulu»                                     | [ 44 ]   |
| 2008 | Патриція Маккілліп | англ. Harpist in the Wind, англ. The Forgotten Beasts of Eld                                                            | [ 44 ]   |
| 2009 | Еллен Ешер | Редактор «Science Fiction Book Club», «New American Library»                                                            | [ 45 ]   |
| 2009 | Джейн Йолен | англ. Owl Moon, англ. Lost Girls                                                                                        | [ 45 ]   |
| 2010 | Браєн Ламлі | англ. Necroscope, англ. Blood Brothers                                                                                  | [ 46 ]   |
| 2010 | Террі Пратчетт | «Колір магії», «Мор, учень смерті» (англ. Mort)                                                                         | [ 46 ]   |
| 2010 | Пітер Страуб | англ. Ghost Story, англ. The Talisman                                                                                   | [ 46 ]   |
| 2011 | Пітер Бігл | англ. The Last Unicorn, англ. Two Hearts                                                                                | [ 47 ]   |
| 2011 | Анхеліка Городішер | ісп. Kalpa Imperial, Опус два                                                                                           | [ 47 ]   |
| 2012 | Алан Гарнер | англ. The Weirdstone of Brisingamen, англ. The Owl Service                                                              | [ 48 ]   |
| 2012 | Джордж Мартін | «Пісня льоду й полум'я», «Піщані королі»                                                                                | [ 48 ]   |
| 2013 | Сьюзен Купер | англ. The Dark Is Rising, англ. The Grey King                                                                           | [ 49 ]   |
| 2013 | Теніт Лі | англ. Death's Master, англ. The Birthgrave                                                                              | [ 49 ]   |
| 2014 | Еллен Датлоу | редагування «Omni», «Year's Best Fantasy and Horror»                                                                    | [ 50 ]   |
| 2014 | Челсі Квін Ярбро | англ. The Palace, англ. Ariosto                                                                                         | [ 50 ]   |
| 2015 | Ремзі Кемпбелл | англ. To Wake the Dead, англ. Alone with the Horrors                                                                    | [ 51 ]   |
| 2015 | Шері С. Теппер | англ. The True Game, англ. Beauty                                                                                       | [ 51 ]   |
| 2016 | Девід Г. Гартвелл | Редактор «The New York Review of Science Fiction», Tor Books                                                            | [ 52 ]   |
| 2016 | Анджей Сапковський | серія «Відьмак» | [ 52 ]   |
| 2017 | Террі Брукс | Серія «Шаннара» (англ. Shannara), серія «Чарівне королівство Лендовер» (англ. Magic Kingdom of Landover)                | [ 53 ]   |
| 2017 | Марина Ворнер | Дослідження та нехудожні роботи про казки та міфи                                                                       | [ 53 ]   |
| 2018 | Чарльз де Лінт | Серія «Ньюфордська» | [ 54 ]   |
| 2018 | Бетсі Воллгайм | Президент, співвидавець та головний редактор "DAW Books"                                                                | [ 54 ]   |
| 2019 | Міядзакі Хаяо | Співзасновник Studio Ghibli, аніматор, режисер, сценарист, автор і художник манги                                       | [ 55 ]   |
| 2019 | Джек Зіпес | Академік та фольклорист                                                                                                 | [ 55 ]   |
| 2020 | Карен Джой Фаулер | Співзасновниця премії Джеймса Тіптрі-молодшого, роман "We Are All Completely Beside Ourselves"                          | [ 56 ]   |
| 2020 | Ровена Морріл | Ілюстраторка фентезійних і науково-фантастичних книг                                                                    | [ 56 ]   |

## Нотатка
1. ↑  Дональд Вондрі відмовився приймати премію "За заслуги перед жанром" 1984 року, оскільки вважав, що статуетка винагороди є принижувальною карикатурою на Лавкрафта, якого він знав особисто[19][20].